# Шалибеков, Азимбай
Азимба́й Шалибе́ков (1887, Семиреченская область, Российская империя — неизвестно, Джамбулская область, Казахская ССР) — старший чабан колхоза «Бельбасар» Чуйского района Джамбулской области, Казахская ССР. Герой Социалистического Труда (1948).

## Биография
Родился в 1887 году в крестьянской семье в одном из сельских населённых пунктов современного Шуского района Жамбылской области. С раннего возраста трудился в сельском хозяйстве. В 1930 году вступил в местную сельскохозяйственную артель (позднее — колхоз «Бельбасар» Чуйского района. Трудился чабаном по выпасу овец, в последующие годы возглавлял бригаду, состоящую из его жены и сына.
В 1947 году вырастил 496 ягнят от 400 курдючных овцематок. Средний вес каждого ягнёнка к отбивке составил 42 килограмма. Указом Президиума Верховного Совета СССР от 23 июля 1948 года удостоен звания Героя Социалистического Труда за «получение высокой продуктивности животноводства в 1947 году» с вручением ордена Ленина и золотой медали «Серп и Молот» (№ 2476).
Избирался депутатом аульного Советов депутатов трудящихся.
В 1957 году вышел на пенсию. Предположительно проживал в селе Бельбасар Шуского района, в котором есть улица имени Азимбая Шалибекулы. Дата смерти не установлена.